# 天主教中国大陆主教团
天主教中国大陆主教团是忠于教宗且拒絕加入中國天主教愛國會，而由中国天主教地下教会的主教们于1989年成立的主教团。因同時存在由中國政府控制及不從屬於聖座的中國天主教主教團，導致其违反中华人民共和国法律及三自愛國教會政策，而遭到中國政府打壓及迫害。

## 历史

### 中华人民共和国成立初期
1949年10月1日，中國共產黨在中國大陸地區建立中華人民共和國，並開始針對天主教進行宗教迫害及打壓，教會已經無法维持正常功能。1950年代，政府推動三自愛國運動。1956年7月，遼寧奉天總教區總主教皮漱石及其他神職人員與教友等選擇與政府合作，未經教宗准許，擅自組織及成立中國天主教友愛國會及中國天主教教務委員會，並多次自選自聖政府合意的神父成為主教。同時，政府先後以聖母軍事件、炮擊天安門案、龔品梅反革命集團案和朱洪聲反革命集團案等事件，指控拒絕合作的神職人員反革命和間諜等罪名，繼而驅逐外籍主教及傳教士出境，本地神職人員則被捕及送到監獄和勞改。
1966年至1979年文化大革命期間，教會團體的所有宗教活動停止。1980年代初文革結束及改革開放政策下，各個教區逐步恢復運作。地下教會團體主教獲時任教宗若望·保祿二世擁有先晉牧後匯報聖座確應之特權。同時，更名後的中國天主教愛國會再多次自選自聖主教。

### 籌備地下教会主教会议
1988年2月，陕西方濟會會士张刚毅神父受意大利政府邀请前往罗马领奖。期间，张神父得到时任教宗若望·保禄二世接见。教宗希望张神父返回中国后，与地下教會團體易縣宗座監牧刘冠东主教商讨在中国大陆地區成立忠于圣座的主教团。刘冠东主教与张刚毅神父商讨后，易縣助理宗座監牧刘书和主教一同筹备地下教会主教会议。

### 三原會議及成立
1989年11月21日，多位忠于教宗的地下教會主教及神父在陕西三原县张二册村秘密举行会议（往後稱的三原會議），决定成立天主教中国大陆主教团。会上推选当时因被软禁而未出席的河北保定教区主教范学淹为主教团团长，易縣宗座監牧刘冠东主教为执行主席，易縣助理宗座監牧刘书和主教为秘书长。同时，当时在英屬香港的广州总教区总主教邓以明与在美国的上海教区主教龚品梅被选为名誉团长。

### 被迫害
由於，中国大陆主教团的成立被中國政府指控违反法律及三自愛國教會政策。因而，所有出席三原會議的主教和神父均被政府逮捕或软禁，其中包括：
- 易縣宗座監牧刘冠东主教：1989年11月26日被捕，后判处劳教三年。
- 兰州总教区总主教杨立柏：1989年12月底被捕，后被判劳教三年。
- 秦州教区辅理主教陆振声：1989年12月底被捕。
- 献县教区主教李振荣：1991年底被捕。
- 汉中教区主教余成悌：1989年12月被捕，次年7月释放。
- 天津教区主教李思德：1989年12月9日被捕，拘押至1991年7月。
- 齐齐哈尔宗座監牧郭文治主教：1989年12月14日被捕，次年3月释放。
- 綏遠總教區助理主教姜立人：1989年底被捕，次年4月释放。
- 易縣辅理宗座監牧师恩祥主教：1989年底被捕，1993年释放[7]。

### 後續發展
1992年，主教團主席刘冠东主教获释及软禁。1996年，刘冠东主教因病辞任易縣宗座監牧及中国大陆主教团主席的职务。师恩祥主教接任成為易縣宗座監牧。2001年4月耶稣受难节时，师主教在北京被捕，此后一直被秘密关押，直至2015年初在监禁中逝世。刘冠东主教虽因病丧失自理能力，但仍被政府長期软禁。1997年，刘主教在部分信徒帮助下逃離政府的监控，且藏身秘密地点，一直开始流亡生涯。2013年10月刘冠东主教去世，为避免政府干扰及破壞，刘主教被安葬在秘密地点。
1993年7月，齊齊哈爾監牧區魏景义神父獲选为主教团新任秘书长，以接替两个月前去世的首任秘书长刘书和主教。其后，上海教区主教范忠良接替刘冠东主教，成為中国大陆主教团第二任主席。但是，自2014年3月范忠良主教去世后，中国大陆主教团主席一职一直空缺。